# Trigonostigma
Трігоностігма (Trigonostigma) — рід дрібних прісноводних риб родини данієвих, підродина Rasborinae.
Включає такі види:
- Trigonostigma espei  (Meinken, 1967)
- Trigonostigma hengeli  (Meinken, 1956)
- Trigonostigma heteromorpha  (Duncker, 1904)
- Trigonostigma somphongsi  (Meinken, 1958)
- Trigonostigma truncata  Tan, 2020

Поширені в Південно-Східній Азії.
Цих риб тримають у домашніх акваріумах, зокрема популярним акваріумним видом риб є расбора гетероморфа.
В минулому цих риб зараховували до складу роду Rasbora. Ця назва зберігається в народних назвах представників роду Trigonostigma.